# Lucasioides sinuosus
Lucasioides sinuosus là một loài chân đều trong họ Trachelipodidae. Loài này được Nunomura miêu tả khoa học năm 1987.